# Fear Street – Teil 1: 1994
Fear Street – Teil 1: 1994 (Originaltitel Fear Street Part One: 1994) ist ein US-amerikanischer Horrorfilm von Leigh Janiak aus dem Jahr 2021. Er basiert auf der Jugendbuchreihe Fear Street von R. L. Stine. Die weltweite Veröffentlichung fand am 2. Juli 2021 auf Netflix statt. Es ist der erste Teil der Fear-Street-Trilogie. Die beiden Fortsetzungen 1978 sowie 1666 wurden bis zum 16. Juli 2021 wöchentlich auf Netflix veröffentlicht.

## Handlung
In der Kleinstadt Shadyside kommt es seit Jahrzehnten immer wieder zu Mordserien. Die Stadt gilt als Verbrechenshochburg der USA, während der Nachbarort, Sunnyvale, keine Verbrechen aufweist und einen der höchsten Lebensstandards des Landes hat. 1994 tötet der Angestellte Ryan Torres in einem Einkaufszentrum sieben Menschen, darunter seine Freundin, die Schülerin Heather. Schließlich wird er von einem Polizisten erschossen.
Vor dem Football-Spiel zwischen Sunnyvale und Shadyside soll eine Gedenkwache abgehalten werden. Bei der Gedenkwache möchte Deena ihrer Ex-Freundin Sam, von der sie sich nach ihrem Umzug nach Sunnyvale getrennt hat, ihre Sachen zurückgeben. Während der Gedenkwache kommt es zum Streit und einer Auseinandersetzung zwischen Shadysidern und Sunnyvalern. Nach der Gedenkwache fahren Sam und ihr neuer Freund Peter dem Bus von Shadyside hinterher. Ein weiterer Footballspieler bewirft den Bus. Deena und die anderen Shadysider wollen zurückschlagen, woraufhin Peter die Kontrolle verliert und das Auto von der Fahrbahn abkommt. Sam muss mit leichten Verletzungen ins Krankenhaus eingeliefert werden. Bei der Befragung durch den Polizeikommissar Goode halten alle dicht und sprechen von einem gewöhnlichen Unfall.
Am Abend treibt sich eine Gestalt mit Maske und Messer vor dem Haus der Geschwister Deena und Josh herum. Deena ist davon überzeugt, dass es Sams neuer Freund Peter ist, der Shadysider erschrecken möchte. Deena ruft ihre Freundin Kate an, die gerade gemeinsam mit Simon babysittet. Dort taucht die Gestalt auf und durchsucht die Wäsche. Deena, Kate, Josh und Simon tun sich zusammen, um Sam im Krankenhaus zu besuchen. Sie solle ihren Freund von diesen Späßen abhalten. Doch im Krankenhaus sagt Sam, Peter sei die ganze Zeit an ihrer Seite gewesen. Just in diesem Moment wird Peter von der Gestalt erstochen. Deena und Sam rennen gemeinsam mit Kate, Josh und Simon davon. Auf ihrer Flucht sehen sie noch weitere Leichen. Deena kann der Gestalt die Maske vom Kopf reißen. Dabei erkennt sie Ryan Torres wieder, den Killer aus dem Einkaufszentrum. Sie rennt davon und gemeinsam mit ihren Freunden klaut sie einen Krankenwagen und flüchtet damit auf die Polizeistation.
Auf der Polizeistation glaubt ihnen niemand. Ryan Torres sei erschossen worden und kann deshalb nicht wieder morden. Während des Gesprächs auf der Wache stiehlt sich Simon zum Urinieren davon und trifft auf eine junge, singende Frau. Simon ist besorgt, doch plötzlich versucht sie, ihn mit einem Rasiermesser zu erstechen. Er kann sich lange genug wehren, bis Deena mit einer gestohlenen Pistole auftaucht und auf die Frau schießt. Wieder zu Hause angekommen klärt Josh seine Freunde über die Hexe Sarah Fier auf, die im 17. Jahrhundert lebte und die Stadt verfluchte. Die Frau, die Simon angegriffen hat, sei Ruby Lane, die in den 60ern mehrere Menschen tötete. Er nimmt an, dass Sarah Fier alle Mörder der Zeitgeschichte auf sie hetzt. Sam klärt auf, warum sie das tut: Nach dem Unfall habe sie Sarah Fier gesehen. Sie untersuchen die Unfallstelle und finden heraus, dass Sarah Fier dort getötet wurde. Und mit ihrem Blut hat Sam das Grab geschändet.
Sie bemerken, dass nur Sam getötet werden soll und der Grund, dass der Killer vor Deenas Wohnung auftauchte und Simons Wäsche durchsuchte, war Sams Blut, das sich daran befand. Sie planen, den Killern eine Falle zu stellen. Sie schließen sie in eine mit Benzin übergossene Schultoilette ein. Dann zünden sie das Benzin an. Die Mörder verbrennen, doch als die Gruppe nachschaut, entstehen die Mörder aus den Überresten erneut. Kate will nun Sam opfern, doch Josh fällt auf, dass es eine Überlebende beim Nightwing-Massaker 1978 namens C. Berman gab. Diese sei gestorben und wiederbelebt worden. Deena versucht, sie anzurufen, doch niemand hebt ab. Sie machen sich auf ins Kaufhaus. Dort arbeitet Simon und kann Adrenalin-Autoinjektoren beschaffen. Sam soll durch Drogen getötet und schließlich mit Adrenalin wiederbelebt werden. Während sich Deena um Sam kümmert, sollen Simon, Kate und Josh die Killer aufhalten und ablenken. Dazu haben sie sich Sams Blut auf die Kleidung geschmiert. Kate und Simon werden jedoch ermordet. Deena bleibt keine andere Wahl als Sam zu ertränken. Als das geschehen ist, verschwinden die Killer. Verzweifelt versucht sie, Sam wiederzubeleben, was ihr nach Beginn der Mund-zu-Mund-Beatmung auch gelingt.
Vor der Polizei halten erneut alle dicht über die wahre Geschichte. Kommissar Goode ist allerdings skeptisch und sagt, dass man alles Simon und Kate anhängen wird, die Drogendealer waren. Deena erzählt trotzdem nichts, auch wenn sie sich schlecht fühlt. Sam und Deena kommen in der Folge wieder zusammen. Doch als Sam Deena besucht, erhält letztere einen Anruf von C. Berman. Deena sagt, alles sei nun gut und sie haben den Fluch besiegt. Doch C. Berman sagt, man könne die Hexe nicht besiegen. Just in diesem Moment sticht Sam mit einem Messer in Deenas Körper. Deena kann Sam in einem Kampf überwältigen und fesseln.
Zuletzt suchen Deena und Josh die alt gewordene C. Berman auf und hoffen, von ihr zu erfahren, wie sie Sam retten können.

## Veröffentlichung und Rezeption
| Figur           | Darsteller           | Deutscher Sprecher |
| --------------- | -------------------- | ------------------ |
| Deena           | Kiana Madeira        | Lea Kalbhenn       |
| Samantha Fraser | Olivia Scott Welch   | Derya Flechtner    |
| Josh            | Benjamin Flores, Jr. | Finn Posthumus     |
| Kate            | Julia Rehwald        | Yamuna Kemmerling  |
| Simon           | Fred Hechinger       | Patrick Baehr      |
| Nick Goode      | Ashley Zukerman      | Kim Hasper         |
| Martin          | Darrell Britt-Gibson | Julian Tennstedt   |
| Heather Watkins | Maya Hawke           | Ronja Peters       |
| Mrs. Lane       | Jordana Spiro        | Dascha Lehmann     |
| Ruby Lane       | Jordyn DiNatale      |                    |
| Peter           | Jeremy Ford          | Nick Forsberg      |
| Ryan Torres     | David W. Thompson    |                    |

Ursprünglich sollte der Film im Juni 2020 veröffentlicht werden, jedoch wurde dies aufgrund der COVID-19-Pandemie verschoben. Im April 2020 beendete Chernin Entertainment den gemeinsamen Vertrieb des Filmes mit 20th Century Fox, stattdessen wurde ein gemeinsamer Vertrieb mit Netflix beschlossen. Am 2. Juli 2021 wurde der Film auf Netflix veröffentlicht. Die deutschsprachige Synchronisation entstand unter der Dialogregie von Nico Sablik durch die Synchronfirma FFS Film- & Fernseh-Synchron in Berlin.
Fear Street – 1994 erhielt ein gutes Presseecho, was sich auch in den Auswertungen US-amerikanischer Aggregatoren widerspiegelt. So erfasst Rotten Tomatoes 84 % positive Besprechungen und ordnet den Film dementsprechend als „Zertifiziert Frisch“ ein. Metacritic ermittelt eine „Grundsätzlich Wohlwollende“ Durchschnittswertung von 67/100 Punkten. Oliver Armknecht gab dem Film auf der Plattform film-rezensionen 6 von 10 Punkten. Die Geschichte und die Inszenierung seien gut, doch „der sehr offensive Nostalgiefaktor und die nervigen Figuren schmälern […] den guten Eindruck“.

## Belege und weiterführende Informationen
1. ↑  Fear Street – Teil 1: 1994 hat in England eine BBFC 18-Freigabe bekommen. In: Schnittberichte.com. 3. Juli 2021, abgerufen am 3. September 2021.
2. ↑  Mike Fleming Jr, Mike Fleming Jr: Will 2021 Be The Summer Of Fear? Netflix Eyes That Slot After Landing R.L. Stine ‘Fear Street’ Movie Trilogy From Disney & Chernin; Leigh Janiak Directed The Trio. In: Deadline. 11. August 2020, abgerufen am 4. Juli 2021 (englisch).
3. ↑  First ‘Fear Street’ Trailer Reveals Netflix’s Ambitious Horror Trilogy, Which Will Be Released This Summer. 19. Mai 2021, abgerufen am 4. Juli 2021 (englisch).
4. ↑  3 Filme in 3 Wochen: Jugendbuchklassiker „Fear Street“ kommt zu Netflix! Abgerufen am 4. Juli 2021.
5. ↑  Fear Street Teil 1: 1994. In: Deutsche Synchronkartei. Abgerufen am 4. Juli 2021.
6. 1 2  Fear Street – Teil 1: 1994. In: Rotten Tomatoes. Fandango, abgerufen am 27. Dezember 2024 (englisch, aggregiert aus 117 Kritiken).
7. ↑  Fear Street – Teil 1: 1994. In: Metacritic. Abgerufen am 27. Dezember 2024 (englisch, aggregiert aus 20 Kritiken).
8. ↑  Fear Street – Teil 1: 1994 | Film-Rezensionen.de. 12. Juli 2021, archiviert vom Original am 12. Juli 2021; abgerufen am 12. Juli 2021.